# Samostan Gospe od Milosrđa u Dubrovniku
Samostan Gospe od Milosrđa je kapucinski samostan u Dubrovniku, Liechtensteinov put 16.
Nalazi se uz crkvu Gospe od Milosrđa iz 1279. godine, najstarije dubrovačko zavjetno svetište pomoraca i dubrovačkog puka. Ovo svetište Blažene Djevice Marije je u narodu od milja prozvano Gospa od Milosrđa. 

## Povijest
Svetište je sagrađeno skupa s malom kućom. Uz to dvoje nalazi se pripadajući im posjed. 
Godine 1913. je biskup dubrovačke biskupije Josip Marčelić povjerio ovo svetište kapucinima. 
Godine 1928. je izgrađen današnji samostan, odnosno njegov prvi dio. Zaslugu za to ima ondašnji gvardijan fra Vinko Desić. Na mjestu današnjeg biskupskog dvora 5. svibnja 1935. godine blagoslovljena je špilja Gospe Lurdske. Špilju i kip osmislio je fra Bernardin Tomas, a nešto kasnije premještena na sadašnje mjesto uz crkvu. Godine 1936. je zgotovljen drugi dio samostana zaslugom fra Matije Korena. 
Jugoslavenske komunističke vlasti nacionalizirale su jedan dio ovog samostana. Nakon demokratskih promjena u Hrvatskoj i osamostaljenjem Hrvatske, kapucini opet raspolažu cijelim samostanom.